# Metropina temporalis
Metropina temporalis är en tvåvingeart som beskrevs av Günther Enderlein 1942. Metropina temporalis ingår i släktet Metropina och familjen Pyrgotidae. Inga underarter finns listade i Catalogue of Life.